# Каменный Брод (Бик-Утеевское сельское поселение)
Ка́менный Брод (тат. Ташкичү) — село в Буинском районе Республики Татарстан, в составе Бик-Утеевского сельского поселения.

## Этимология
Топоним произошёл от татарских слов «таш» (камень, каменный) и «кичү» (брод).

## География
Село находится на границе с Чувашской Республикой, на реке Була, в 24 километрах к северу от города Буинск.

## История
Село известно с 1646 года.
В 18 — 1-й половине 19 веков жители относились к категории государственных крестьян. Занимались земледелием, разведением скота, кузнечным промыслом.
В «Списке населенных мест по сведениям 1859 года», изданном в 1866 году, населённый пункт упомянут как казённая деревня Каменный Брод 2-го стана Тетюшского уезда Казанской губернии. Располагалась при речке Большой Буле, по правую сторону почтового тракта из Казани в Симбирск, в 50 верстах от уездного города Тетюши и в 1 версте от становой квартиры во владельческом селе Знаменское (Чипчаги). В деревне в 85 дворах жили 571 человек (282 мужчины и 289 женщин). Была мечеть.
В начале 20 века в Каменном Броде функционировали мечеть, медресе (1896 год), мектеб (1905 год), ветряная мельница, 2 бакалейные лавки. В этот период земельный надел сельской общины составлял 1560,4 десятины.
До 1920 года село входило в Чирки-Кильдуразовскую волость Тетюшского уезда Казанской губернии. С 1920 года в составе Тетюшского, с 1927 года — Буинского кантонов ТАССР. С 10 августа 1930 года в Буинском районе.
В 1930 году в селе организован колхоз имени Вахитова, с 1993 года Ассоциация крестьянских хозяйств «Марс», с 2002 года ООО Сельхозпредприятие «Бола».

## Население
| 1782                  | 1859 | 1897  | 1908  | 1920  | 1926  | 1938  | 1949  | 1958  | 1970  | 1979  | 1989  | 2002  | 2015 |
| --------------------- | ---- | ----- | ----- | ----- | ----- | ----- | ----- | ----- | ----- | ----- | ----- | ----- | ---- |
| 93 души мужского пола | 571  | 709 ↗ | 815 ↗ | 854 ↗ | 632 ↘ | 670 ↗ | 463 ↘ | 448 ↘ | 457 ↗ | 648 ↗ | 229 ↘ | 238 ↗ | 205  |

Национальный состав села — татары.

## Экономика
Жители работают преимущественно в сельхозпредприятии «Бола», крестьянском (фермерском) хозяйстве, занимаются полеводством, мясным скотоводством.

## Инфраструктура
Неполная средняя школа (открыта в 1917 г. как начальная), детский сад (1989 г.), клуб, фельдшерско-акушерский пункт.

## Религия
2 мечети (первая построена в 1990-х гг., «Гильмулла» — в 2006 г.).